# 김성현 (1989년)
김성현(金聖賢, 1989년 1월 3일 ~ )은 전 KBO 리그 LG 트윈스의 투수이다.

## 아마추어 시절
대구광역시에서 태어나 줄곧 초등학교와 중학교 야구부에 들어 활동했고, 대구고등학교 1학년 재학 중이던 2005년, 대구고를 청룡기 전국고교야구 선수권대회 결승으로 이끌면서 전국적인 주목을 받았다. 당시 맞상대가 프로 야구를 주름 잡는 괴물 투수 류현진이 이끌던 동산고등학교. 결승전에서 대구고는 먼저 8점을 내지만, 경험 부족으로 9점을 내주면서 대역전패하게 되어 준우승으로 만족해야 했다. 하지만 그의 이름은 널리 알려지게 된다. 1차 지명이 있던 시기라 오랜만에 나온 유망주에 대구를 연고로 하는 삼성 라이온즈 팬들도 관심을 가진다.
그러나 대구고 1학년을 마치고 전격적으로 제주관광산업고등학교로 전학을 갔다. 당시 제주관산고의 감독인 성낙수 감독의 스카웃 및 설득으로 옮겨갔다고 하는데, 후에 고등학교 스승의 인터뷰에 따르면 집안 사정이 좋지 않아 제주특별자치도로 전학을 갔다고 한다. 이 때문에 전학생 출전 정지 규정에 묶여 1년을 쉬게 된다. 그리고 이때 경상남도 김해에서 같이 제주관산고로 건너와 친하게 된 친구가 바로 전 두산 베어스의 투수 김수완. 그 뒤 2년 동안 제주관산고에서 공을 던지지만 특별히 대구고 1학년 시절처럼 주목받지는 못했다.

## 프로 야구 선수시절
2008년 드래프트에서 현대 유니콘스는 과감하게 그를 2차 1라운드에서 지명했다. 대구고 시절 보여 준 강속구 능력과 하드웨어를 잊지 않고 있다가 빠른 지명으로 채간 것. 그리고 계약금 1억 1,000만 원에 입단시켰다.
이후 소속 팀이었던 현대가 해체되고, 선수단은 우리 히어로즈 구단으로 인수되면서 부임한 이광환 감독은 그의 강속구를 보고 과감하게 그를 주전 마무리 투수로 발탁한다. 하지만 겨우 21살이었던 투수에게 마무리는 너무 큰 중압감이었고, 결국 마무리 결정은 실패로 돌아간다. 투수 황두성에게 마무리를 넘겨준 후, 줄곧 2군에서 던지면서 활동한다. 간간히 1군에 올라왔지만 성적은 그다지 신통치 않았다. 2009년의 방어율은 65⅔이닝을 던져 7.13.
그러나 2군에서 정명원, 조규제 같은 뛰어난 코치의 지도 및 1군에서 정민태의 조련을 받으면서 기량이 상승, 2010년에는 1군에서 어느 정도 자기 몫을 다했다. 90이닝을 던지면서 7승 8패 방어율 4.90로 한 단계 더 성장한 모습을 보인 것. 당시에는 어린 축에 속하는 투수였기 때문에 발전 가능성이 무궁무진하다고 할 수 있었다.
주무기는 시속 150Km에 육박하는 빠른 공. 여기에 스플리터를 정민태 코치로부터 전수받았다. 넥센의 젊은 투수들이 그렇듯이 제구력의 향상이 큰 숙제. 오죽하면 별명이 '볼크(볼질+보크)'였을 정도였고, 선수 본인도 당시에 이 별명을 알고 있었다. 거기다 볼질로 주자를 내보낸 이후 여지없이 무너지는 새가슴도 고쳐야 할 부분이었다.

### 2010년
2010년에 본격적으로 선발진에 들어왔고 2010년 5월 2일 잠실 두산전에서 시즌 첫 선발승을 기록했다.

### 2011년
2011년에는 넥센의 4선발로 낙점받았다. 4월 20일 기준으로 1점대후반이라는 무시무시한 방어율 및 예전보다 현저히 줄어든 볼질로 성공적인 선발 투수로서의 모습을 보였지만 2패를 기록하였다.
4월 24일 삼성 전에 선발 등판하여 5⅓이닝 5볼넷 3탈삼진 4실점 3자책점으로 드디어 승리 투수가 되었다. 다만 3점대 자책점을 한 덕에 방어율이 조금 올라간 것이 흠이었다. 근데 그래놓고도 방어율이 2.53. 그러나 그 뒤로 꾸준히 좋은 투구를 보여주지 못하면서 방어율도 어느덧 4점대로 올랐다. 역시 문제는 나중에 조작의 결과물로 밝혀진 볼넷이었다.
5월 14일 LG전에 선발 등판하였다. 그리고 1회에 삼자범퇴를 잡아냈으나 2회에 무너지면서 4실점을 하고 4이닝 5실점으로 강판된다. 그래도 팀은 5 대 6으로 역전승을 거두었다. 하지만 이 경기 역시 조작 경기로 드러났다. 일부러 1회에 볼넷 하나 주려고 했는데 LG 타자들이 다 휘둘러서 실패한 것이었다.
2011년 7월 31일, LG의 투수 자원 보강을 위해 내야수 박병호와 투수 심수창을 상대로 투수 송신영과 같이 트레이드되었다. 공교롭게도 이날 본인(김성현)은 KIA 타이거즈 전에서 선발로 나와 승을 챙겨서 MVP로 인터뷰까지 했다. 그리고 더그아웃으로 들어서자마자 트레이드 사실을 통보받았다.
2011년 8월 6일 한화 이글스 전에 드디어 LG 소속으로는 처음으로 선발 등판하였다. 한화 전에서 좋은 모습을 많이 보여서 기대되는 대목이었지만 5⅓이닝 동안 4실점하면서 그날 패전 투수가 되었다. 하지만 이걸 자세히 들여다 보면 본인(김성현)보다 박경수, 김태완 키스톤 콤비의 생각은 수비 때문에 벌어진 일이며 실책을 줘도 할 말 없는 게 두 개나 있었지만 웬일인지 실책으로 기록이 안 되고 고스란히 그의 자책점으로 연결된 것이다.
2011년을 다사다난하게 보내면서 25경기 117⅔이닝 4승 9패 방어율 5.43을 기록했다.

### 2012년
2012년 초, 투수 박현준과 함께 2012년 한국프로야구 승부조작 사건의 당사자로 밝혀졌다. 박현준과 마찬가지로 혐의를 부인했지만 검찰 수사 결과 2012년 2월 28일, 국민체육진흥법 위반으로 대구지방검찰청에 체포, 3월 1일 범죄 사실이 소명되고 증거를 없애거나 도주할 염려가 있다는 이유에서 구속 영장이 발부되었다. 김성현은 8시간가량 조사를 받았고, 넥센 시절이던 2011년 시즌 4~5월 브로커와 짜고 두 차례에 걸쳐 일부로 '1회 첫 볼넷'을 던져 승부를 조작하고 이에 따른 사례금 1,000만 원을 챙긴 혐의를 받았다. 2012년 4월 18일, 대구 지방 법원은 징역 6개월에 집행 유예 2년, 추징금 700만 원을 선고하고 사회 봉사 활동 120시간을 명령했다. 이에 따라 2012년 3월 6일, 박현준과 함께 같이 LG 구단에서 웨이버 공시되고 한국 야구 위원회(KBO) 상벌 위원회는 4월 18일자 재판 결과를 근거로 김성현을 영구 제명했다.

## 기타
재판 이후 어려운 집안 사정 때문에 공사판 막노동을 하고 있다는 소문이 인터넷 야구 커뮤니티에서 돌았으나 출처는 불분명하다. 그 이후에는 병역 문제를 해결했을 가능성이 있다.
스포츠동아에서 영구 제명된 김성현의 사진을 승부 조작과 전혀 관련이 없는 SK 와이번스 내야수 김성현의 사진으로 잘못 게재하는 바람에 비난을 받았다. 다만 지적을 받고 바로 진짜 김성현의 사진으로 바꾼 걸 보면 편집 과정에서의 실수인 듯하다.

## 출신 학교
- 대구본리초등학교 졸업
- 경복중학교 졸업
- 대구고등학교 → 제주고등학교 졸업

## 통산 기록
| 연도 | 팀명     | 평균자책점 | 경기 | 완투 | 완봉 | 승 | 패 | 세 | 홀 | 승률  | 타자 | 이닝  | 피안타 | 피홈런 | 볼넷 | 사구 | 탈삼진 | 실점 | 자책점 |
| ---- | -------- | ---------- | ---- | ---- | ---- | -- | -- | -- | -- | ----- | ---- | ----- | ------ | ------ | ---- | ---- | ------ | ---- | ------ |
| 2008 | 우리     | 4.03       | 22   | 0    | 0    | 0  | 4  | 1  | 0  | 0.000 | 162  | 38    | 29     | 0      | 20   | 2    | 30     | 20   | 17     |
| 2009 | 히어로즈 | 6.99       | 27   | 0    | 0    | 2  | 4  | 0  | 0  | 0.333 | 299  | 65.2  | 72     | 10     | 43   | 2    | 48     | 53   | 51     |
| 2010 | 넥센     | 4.90       | 24   | 0    | 0    | 7  | 8  | 0  | 0  | 0.467 | 385  | 90    | 91     | 10     | 41   | 1    | 60     | 51   | 49     |
| 2011 | LG       | 5.43       | 25   | 0    | 0    | 4  | 9  | 0  | 0  | 0.308 | 528  | 117.2 | 128    | 10     | 67   | 2    | 68     | 75   | 71     |
| 통산 | 4시즌    | 5.43       | 98   | 0    | 0    | 13 | 25 | 1  | 0  | 0.342 | 1374 | 311.1 | 320    | 30     | 171  | 7    | 206    | 199  | 188    |